# Wilhelm Dietze
Karl Wilhelm Gottfried Dietze (* 3. September 1791 in Elberfeld; † 21. März 1864 in Düsseldorf) war in den Revolutionsjahren von 1848/49 Oberbürgermeister von Düsseldorf und Mitglied des Vorparlaments.

## Leben
Dietze war bereits Rentner, als er 1848 zum Ersten Beigeordneten der Stadt Düsseldorf gewählt wurde.
Im selben Jahr noch wurde er Oberbürgermeister der Stadt.
Dietze wurde dann auch Mitglied des Vertrauensausschusses und des Vorparlaments, das die Wahl zur Frankfurter Paulskirchenversammlung vorbereitete.
Er war jedoch nicht Mitglied des Paulskirchenparlaments und wurde 1849 als Oberbürgermeister abgelöst.